# Marcus Leatherdale
Marcus Leatherdale (18. September 1952 in Montreal, Kanada – 22. April 2022 im Bundesstaat Jharkhand, Indien) war ein kanadischer Fotograf.

## New York in den 1980ern
Leatherdale begann seine Laufbahn in New York City in den frühen 1980er Jahren. Er war eine Zeit lang Robert Mapplethorpes Office Manager und wurde von ihm nackt fotografiert, mit einem Seil in der rechten Hand und einem Hasen in der linken. Danach arbeitete er eine Zeit lang als Assistant Curator für Sam Wagstaff. Schnell wurde Leatherdale zum Darling der damals vibrierenden Club-Szene und Mode-zentrierter Medien: Interview, Details, The New Yorker, Vanity Fair und Elle Decor druckten seine Fotografien. Schnell gelangte er aber auch in Kunstpublikationen, wie Artforum, Art News und Art in America. Er dokumentierte den New York Life Style, die Paradiesvögel von Danceteria und Club 57, wo auch seine ersten Ausstellungen stattfanden. Leatherdale war vielleicht der aufmerksamste Chronist der frühen 1980er Jahre in New York. Die meisten seiner Protagonisten waren unbekannt, aber außergewöhnlich – wie Larissa, Claudia Summers oder Ruby Zebra – oder bereits ziemlich bekannt – wie Madonna, Winston Tong und Divine, Trisha Brown, Lisa Lyon, Andrée Putman, Kathy Acker, Jodie Foster und der Fotografenkollege John Dugdale. Eine Zeit lang stand Leatherdale im Schatten seines Mentors, früheren Arbeitgebers und Freundes Mapplethorpe. Aber spätestens, als ihn Christian Michelides zu einer Einzelausstellung (mit Katalog) nach Wien einlud, konnte er sich als eigenständige Künstlerpersönlichkeit definieren und präsentieren. Er flog nach Wien, stellte seine Arbeiten vor und begeisterte damit die Presse und das Publikum.
Die internationale Anerkennung führte rasch zu Einzelausstellungen und Ankäufen international renommierter Institutionen, wie dem Rheinischen Landesmuseum Bonn, dem Art Institute of Chicago, der Australian National Gallery in Canberra, dem London Museum in Ontario und der Albertina in Wien. Vor allem die bestechenden Portraits von New Yorker Persönlichkeiten der Serie Hidden Identities erzielten langanhaltendes Interesse von Kuratoren und Sammlern.

## In Indien
Ab 1993 verbrachte Leatherdale jeweils die Hälfte des Jahres in Indiens heiliger Stadt Bañaras. Er lebte in einem alten Haus im Zentrum der Stadt und fotografierte zahlreiche Menschen, heilige Männer und Berühmtheiten, gemeines Volk und alten Adel. Er musste sorgfältig vorgehen und oft lange verhandeln, um deren Zustimmung zum Porträt zu erlangen. Von Anfang an war seine Intention, dem zeitlosen Geist des wahren Indiens zu huldigen, durch sehr persönliche Aufnahmen von deren Repräsentanten. Leatherdale fotografierte Prinzessinnen und Schiffer, Filmstars und Zirkuskünstler, Bettler und Bischöfe, Mütter und ihre Kinder in traditioneller Tracht. Er dokumentierte, wie weite Teile des Landes im Wesentlichen von den Errungenschaften der Neuzeit unberührt geblieben waren, sein Ansatz ist explizit postkolonial. Ab 1999 arbeitete der Fotograf überwiegend in Chota Nagpur (im Bundesstaat Jharkhand) und richtete sein Augenmerk auf die Adivasis. Sein Zweitwohnsitz befand sich geraume Zeit in Serra da Estrela in den Bergen von Zentral-Portugal.
Leatherdale griff in seiner Fotografie auf Techniken des 19. Jahrhunderts zurück, oszillierte zwischen Schwarz/Grau und Sepia und unterstrich damit die Zeitlosigkeit der Portraits seiner Protagonisten. Die Zwischentöne und die sorgfältig ausgearbeiteten Prints unterscheiden seine Arbeiten fundamental von jeder Form der Mode- oder Reportagefotografie.
Marcus Leatherdale starb am 22. April 2022 in seinem indischen Zuhause im Alter von 69 Jahren durch Suizid.

## Charity
Im Jahr 2002 gründeten Amit und Ilona Ghosh, Nilika Lal, Marcus Leatherdale und Jorge Serie ein Medical Care Team in Chota Nagpur. Es handelt sich um eine private Einrichtung zur medizinischen und finanziellen Unterstützung der lokalen Bevölkerung. Das Projekt unterstützt Unfallopfer und kranke Menschen, ermöglicht medizinische Behandlung und versucht den Betroffenen ein menschenwürdiges Leben zu schaffen.

## Ausstellungen
| - 1980 Urban Women, Club 57, NYC - 1980 Danceteria, NYC - 1981 Stilvende, NYC - 1982 The Clock Tower, PS1, NYC - 1982 544 Natoma Gallery, San Francisco - 1982 Eiko And Komo, Stilvende, NYC - 1983 Form and Function Gallery, Atlanta - 1983 Galerie In der GGK Wien, Vienna, Austria - 1983 Ring, Wien (veranstaltet von Molotov) - 1983 London Regional Art Gallery, London - 1984 Performance, Greathouse Gallery, NYC - 1984 Social Segments, Grey Art Gallery, NYU - 1984 Rheinisches Landesmuseum, Bonn - 1985 Ritual, Greathouse Gallery, NYC - 1985 Artinzer, München - 1985 Leatherdale/Noguchi, Gallery 291, Atlanta - 1985 Paul Cava Gallery, Philadelphia - 1986 Poison Ivy, Greathouse Gallery, NYC - 1986 Wessel O’Connor Gallery, Rom - 1986 Hidden Identities, Michael Todd Gallery, Palladium, NYC - 1987 Demigods, Greathouse Gallery, NYC - 1987 Collier Gallery, Scotsdale, Arizona - 1987 Tunnel Gallery, NYC - 1988 Claus Runkel Fine Art Ltd., London - 1988 Madison Art Center, Madison - 1989 Wessel-O’Connor Gallery, NYC - 1989 Summer Night Festival, Onikoube, Sendai - 1990 Bent Sikkema Fine Art, NYC |  | - 1990 Fahey-Klein Gallery, Los Angeles - 1990 Faye Gold Gallery, Atlanta - 1990 Mayan Theatre, Los Angeles - 1991 Runkel Hue-Williams Gallery, London - 1991 Galerie Michael Neumann, Düsseldorf - 1991 Arthur Rogers Gallery, New Orleans - 1992 Arthur Rogers, NYC - 1992 Galerie Del Conte, Milwaukee - 1993 Galerie Bardamu, NYC - 1996 Faye Gold Gallery, Atlanta - 1996, 1997, 1998, 1999 Bridgewater/Lustberg, NYC - 1998 Rai Krishna Das Trust-Banaras, India - 1999 Birla Academy Of Art And Culture, Kolkata, India - 2000 Paradise Road Gallery - Colombo, Sri Lanka - 2000 Dialectica - NYC - 2001 Bridgewater / Lustberg / Blumenfeld, NYC - 2002 Centre For Photography As An Art-Form, Mumbai - 2003 John Stevenson Gallery, NYC - 2003 Kapil Jariwala Gallery, London - 2004 Lehmann Leskiw + Schedler, Toronto - 2005 Basel Art Fair, Miami - 2005/2006 Melody Weir Gallery, NYC - 2007 Lehmann Leskiw Fine Art Gallery, Toronto - 2009 Bharat-India, Galeria AR-PAB, Lisboa - 2009 "Mujeres en Plural", Museo Foundation Canal, Madrid - 2010 Ralph Pucci Gallery, NYC - 2011 Galerie Bernardo Marques, Lisboa, Portugal - 2011 Matthieu Foss Gallery, Mumbai, India |

## Kataloge und Buchpublikationen
- New York 1983. His photographs and text by Kathy Acker and Christian Michelides. A book in a series on people and years. Vienna: Molotov 1983, ISBN 978-3-9503703-1-7
- Marcus Leatherdale: 1984-1987. Introduction by Brooks Adams. Greathouse Gallery 1987
- Marcus Leatherdale 1980-1994. 2009
- Hidden Identities.Selected Images from Details magazine 1982 to 1990.  2009
- Facing India. Portraits of Bharat-India. Westzone Pub Ltd 2010 ISBN 978-1903391266
- Adivasi. Portraits of Tribal India.

2010 gründete Marcus Leatherdale theOMENmag, ein vierteljährliches Online Art Magazine. Er fungiert als Art Editor und Art Director.

## Nachweise
1. 1 2  Penelope Green: Marcus Leatherdale, Portraitist of Downtown Manhattan, Dies at 69. In: The New York Times, 4. Mai 2022, abgerufen am 5. Mai 2022 (englisch).
2. ↑  Patricia Morrisroe: Mapplethorpe: A Biography. New York: Random House 1995.

| Personendaten    | Personendaten            |
| ---------------- | ------------------------ |
| NAME             | Leatherdale, Marcus      |
| KURZBESCHREIBUNG | kanadischer Fotokünstler |
| GEBURTSDATUM     | 18. September 1952       |
| GEBURTSORT       | Montreal, Kanada         |
| STERBEDATUM      | 22. April 2022           |
| STERBEORT        | Jharkhand, Indien        |